# Àrab egipci
L'àrab egipci és una versió col·loquial de l'àrab parlada a Egipte per uns 76 milions d'habitants. Els dialectes àrabs col·loquials normalment només es parlen, no s'escriuen, però la gran vitalitat d'aquest dialecte fa que sigui un dels més escrits, especialment en l'àmbit de la poesia i el teatre. Gràcies al cinema i la televisió, l'àrab egipci és el dialecte més conegut en el món àrab. Es comprèn força bé en els països del món àrab oriental (Máshreq en àrab), i té més diferències amb els dialectes del Magrib, és a dir, amb els països àrabs occidentals, encara que també el poden comprendre.
La gramàtica de l'àrab egipci, com la de tots els dialectes àrabs col·loquials, està simplificada en comparació amb l'àrab clàssic. Per exemple, la majoria de les vocals d'unió s'ometen, i les formes nominals i verbals del dual es substitueixen amb freqüència pel plural. Pel que fa a la fonologia, en l'àrab egipci hi ha cinc consonants que canvien la seva pronunciació: la dhal sona com 'dal', Zha com 'tat', Yim com la g de gat, qaf com la 'hamza', i tha com ta (vegeu alfabet àrab).

## Noms de la llengua
Els egipcis anomenen el seu dialecte àrab com a llengua col·loquial egípcia (اللغة المصرية العامية, IPA: [elˈloɣæ l.mɑsˤˈɾejjɑ l.ʕæmˈmejjæ]) o dialecte egipci (اللهجة المصرية, IPA: [elˈlæhɡæ l.mɑsˤˈɾejjɑ]; abreviat, مصرى). A més a més també rep el nom d'egipci modern  (اللغة المصرية الحديثة, IPA: [elˈloɣæ l.mɑsˤˈɾejjɑ l.ħæˈdiːsæ]).
Els termes d'àrab egipci i de masri també són utilitzats com a sinònims d'àrab cairota, el dialecte de la capital de l'estat. El dialecte de la capital és el més important del país.

## Distribució geogràfica
L'àrab egipci és la llengua materna de més de 52 milions d'egipcis i és parlat com a segona llengua per la majoria dels restants 24 milions d'egipcis que parlen dialectes regionals, a més a més de les comunitats d'egipcis emigrats a orient mitjà, Europa, Amèrica del Nord, Amèrica Llatina, Austràlia i el Sud-est asiàtic. Entre les diverses variants dialectals de l'àrab i l'àrab estàndard egipci (que està basat en el que es parla al Caire) és l'únic dialecte que ha esdevingut una llengua franca en altres parts del món àrab-parlant per dues raons principals: la divulgació extensa i popularitat del cinema egipci en altres països de la regió i el gran nombre de professors egipcis que han treballat en diversos estats de la Península Aràbiga i a altres països com Algèria i Líbia. A altres països com el Líban, els seus cantants han elegit cantar en egipci a més a més d'en libanès.

## Història
Els egipcis van adoptar de manera gradual l'àrab com a llengua escrita després de la conquesta àrab-musulmana d'Egipte al segle vii. Fins aquell moment, ells parlaven grec i copte. Durant més de tres segles els egipcis del Baix Egipte van ser bilingües en les llengües àrab i copte. Al sud del país aquest bilingüisme va perdurar molts més segles. La llengua àrab ja era familiar per als egipcis degut al comerç que ja tenien amb les tribus àrabs beduïnes de la Península del Sinaí. Sembla que l'àrab egipci es va començar a parlar a Fustat, la primera capital de l'Egipte islàmic, una ciutat que en l'actualitat forma part de la ciutat del Caire.
El document Dafʿ al-iṣr ʿan kalām ahl Miṣr (دفع الإصر عن كلام أهل مصر, Eliminació de la Càrrega de la Llengua del poble d'Egipte) de Yusuf al-Maghribi (segle xvi) és considerat un dels primers documents en àrab egipci. Aquest conté informació clau sobre el primerenc àrab egipci i la situació de la llengua en l'Egipte medieval. Segons aquest, tot i que la llengua vernacular dels egipcis tenia molts errors comparat amb l'àrab clàssic, també estava relacionat amb l'àrab. A través de la islamització i l'arabització aquesta llengua va anar desplaçant la llengua copta, que va continuar sent utilitzada fins al segle xvii per dones camperoles de l'alt Egipte. En l'actualitat, la llengua copta encara és la llengua litúrgica de l'església copta.

## Estatus oficial
L'àrab egipci no té estatus oficial i no és una llengua reconeguda. A Egipte, la llengua oficial és l'àrab estandàrd, una forma modernitzada de l'àrab clàssic (o corànic). Durant el segle xix, el moviment nacionalista egipci va començar a mostrar interès en el dialecte vernacular. Així, la qüestió de la modernització de l'idioma va ser debatuda en els cercles intel·lectuals egipcis. Així, va sorgir un moviment d'egipcianització que proposava abandonar l'àrab estàndard a favor del masri o àrab egipci.
Alguns dels que van proposar la reforma de la llengua d'egipte foren Qasim Amin (feminista), Ahmed Lutfi el Sayed (antic rector de la Universitat d'Egipte) i l'intel·lectual Salama Moussa. Aquests consideraven que l'àrab no era immutable tot i la seva associació amb l'Alcorà. El 1913 es va publicar al primera novel·la que incorporava l'àrab egipci modern, Zaynab de Muhammad Husayn Haykal, però no fou fins al 1966 que Mustafa Musharafa va publicar la primera novel·la totalment escrita en àrab egipci.